# Хюбнер, Ганс
Ганс Хюбнер (нем. Hans Hübner; 13 октября 1837, Дюссельдорф — 4 июля 1884, Гёттинген) — немецкий химик, доктор наук, профессор Гёттингенского университета.

## Биография
Родился в семье художника Юлиуса Гюбнера и его жены Паулины Бендеман, сестры художника Эдуарда Бендемана.
Окончив Дрезденскую гимназию, обучался в Дрезденском техническом университете, затем с 1857 года изучал химию в Гёттингенском университете, где в 1859 году, защитив диссертацию «О акролеине» стал доктором наук. Работал с Робертом Бунзеном в Гейдельберге и Фридрихом Кекуле, в Генте, где пополнял свои знания в области органической химии.
С 1863 года — хабилитированный доктор, продолжил преподавательскую работу в университете Гёттингена. С 1870 года в качестве доцента, с 1874 года до своей смерти в 1884 году в качестве полного профессора и директора Генеральной химической лаборатории (Химический институт) (до 1882 года совместно с Фридрихом Вёлером).
После смерти Вёлера (1882) продолжил руководство институтом до своей безвременной кончины в возрасте 46 лет из-за инфаркта.
В 1865—1871 годах вместе с Ф. Ф. Бейльштейном редактировал специализированный журнал по химии «Zeitschrift für Chemie».
Член Гёттингенской академии наук.

## Избранные труды
- 1870 : Über die Stellung der Wasserstoffatome im Benzol (в соавт.).
- 1871 : Untersuchungen über Glycerin- und Alkylverbindungen und ihre gegenseitigen Beziehungen (в соавт.).
- 1873 : Über isomere Dinitrophenole (в соавт.).
- 1873 : Über Bromtoluole und Verhalten ihrer Wasserstoffatome (в соавт.).
- 1879 : Nitrosalicylsäuren und die Isomerien der Benzolabkömmlinge.
- 1881 : Anhydroverbindungen.